# 韓國音樂流行榜
韓國音樂流行榜（Pops in Seoul）是韩国阿里郎电视台所制作的一套长寿节目，自1998年起播放，Pops in Seoul分別在韓國、香港和美國播出。韓國週一至週五15:30 KST播出，每星期五（美國）、六（香港）向大家介绍最新的韩国娱乐新闻和热门歌曲。

## 主持
| 日期                        | 主持人                      |
| --------------------------- | --------------------------- |
| 2009年－2011年2月           | ISAK                        |
| 2011年2月5日－2013年        | NS允智                      |
| 2011年3月－2013年3月        | Daniel(Dalmatian)           |
| 2013年4月1日－2013年8月9日  | Peniel (BTOB)               |
| 2013年8月26日—2014年3月10日 | 惠林(Wonder Girls)          |
| 2014年3月11日─2015年4月12日 | Tasha(Skarf)、Coco(BLADY)   |
| 2015年4月13日─2018年6月     | Eddy、Prince Mak(JJCC)      |
| 2016年─2017年3月            | Tina(BLADY)、Monika(BADKIZ) |
| 2017年3月27日－2018年6月    | Nancy、DAISY(MOMOLAND)      |
| 2018年6月4日－2019年6月28日 | Samuel                      |
| 2019年7月1日－2020年1月3日  | Felix(Stray Kids)           |
| 2020年1月6日－2021年3月31日 | 金柄官(A.C.E)               |

## 節目單元介紹

### Hot Clips
將在本周介紹給觀眾，并播放最後的一首歌曲給觀眾。

### Star Track
介紹及訪問宣傳新專輯中的歌手或團體，並播放新歌MV。

### Kpop Top 10
節目中「Kpop Top 10」單元，會簡單介紹每周的單曲及專輯排行榜的前10名。

### Kpop Time Machine
重新回味X年X月第X周（根據播放的年份、月份和星期）的Top 10。

### Kpop Party
根據網友的意見，播放歌曲（通常是幾年前的歌曲）。

## 香港
香港版本原由亞洲電視國際台播放，現在由無線電視TVB8頻道播放。而在亞視播放時的名稱為《韓國勁歌傳真》。

## 外部連結
- YouTube上的韓國音樂流行榜頻道